# 175-я стрелковая дивизия (1-го формирования)
175-я стрелковая дивизия 1-го формирования (175 сд) — воинское соединение Вооружённых Сил СССР, принимавшее участие в Великой Отечественной войне.
Период вхождения в состав Действующей армии: 12 июля — 27 декабря 1941 года.

## История
175 сд была сформирована согласно приказу Народного Комиссариата обороны СССР от 8 июля 1940 года. Формировалась в Прохладном и Моздоке.
В середине июля дивизия в составе 64-го стрелкового корпуса, вместе с 165-й стрелковой дивизией перебрасывается в Киев и подчиняется штабу 26-й армии. 16.07.1941 стрелковая дивизия получает приказ наступать в юго-западном направлении с рубежа города Васильков на Фастов. Этот манёвр превратился в крайне неудачный встречный бой с 13-й танковой дивизией вермахта. Это привело к репрессиям в 64-м корпусе: был сменён командующий корпуса - новым комкром стал генерал-майор Рогозный, Зиновий Захарович, проводились расстрелы провинившихся
Из воспоминаний Н. С. Хрущёва, бывшего тогда членом Военного совета Юго-Западного фронта: 
... Этот корпус пришел с Северного Кавказа. Хороший корпус, но неподготовленный. Морально он не был подготовлен, не обстрелян, что естественно, ведь война только началась. Мы вывели его в Киевский укрепленный район ... Мы и раньше выезжали в корпус Кулешова. При первой встрече с войсками противника солдаты этого корпуса показали себя очень плохо. Началась паника, корпус отступил. Возникла опасность, что люди разбегутся. Тогда мы выехали туда, чтобы восстановить порядок. Был поставлен на ноги военный трибунал. Развернуты заградительные отряды. Приняты все меры, которые принимались в таких случаях для восстановления порядка и дисциплины. Строгие меры! Имели место суды на поле боя. Тут же приводились в исполнение суровые приговоры, которые необходимы только в такой тяжелой обстановке. Мы увидели, что Кулешов плохо управляет войсками. Может быть, тогда мы погорячились, потому что у него не было опыта, как и у его солдат. Он был тоже необстрелянный человек. Но, так или иначе, мы его освободили и назначили нового командира корпуса. Сейчас не помню его фамилию, по национальности он был еврей.
В отличие от 165-й сд 175 сд находилась на второстепенном участке фронта, тем не менее через 10 дней боев на рубеже реки Ирпень её потери составили около 20% личного состава. 30 июля 1941 года противник силами 29-го армейского корпуса вермахта начинает наступление с целью выхода к южным окраинам Киева. 175 сд оказалась на острие вспомогательного удара, который проводился 44-й пехотной дивизией. К 1 августа 175 сд отошла на рубежи Киевского укрепрайона на участке Белогородка - Юровка.
С 4 августа части дивизии, прежде всего её левый фланг, участвуют в отражении первого штурма КиУР. Именно на участке 175 сд находился известный ДОТ № 205, отличившийся дисциплиной и стойкостью. Сама дивизия в августе и начале сентября безуспешно проводила атаки на Юровку, велись разведпоиски. Кроме того дивизия пыталась без успеха отбить село Тарасовка, которое находилось в низине и контролировалось огнём немцев. В этот период в её стрелковых ротах имелся некомплект личного состава около 50-60%. Имелись случаи почти ежедневного перехода красноармейцев на сторону врага.
Во время второго штурма КиУР, начавшегося 16 сентября 1941 года, дивизия снова оказалась на второстепенном участке и не вела масштабных действий вплоть до 18 сентября, когда 299-я пехотная дивизия противника, используя продвижение своих соседей справа, начала атаку с восточного направления во фланг опорным пунктам Юровка и Гатное. Бой за село Гатное длился до рассвета 19 сентября. Противник сломал сопротивление советских войск, захватив при этом около 100 пленных. Его собственные потери составили около 100 человек убитыми и ранеными.
Днём 18 сентября войска 37-й армии по приказу командования начинают отход из Киева. 175 стрелковая дивизия также смогла выйти на левый берег реки Днепр. Но к этому моменту противник уже образовал кольцо окружения вокруг войск Юго-Западного фронта. Дивизия погибла в киевском котле под Барышевкой в двадцатых числах сентября 1941 года. Её командир, полковник Гловацкий, Семён Михайлович пропал без вести.
Официально была расформирована 27 декабря 1941 года.

## Состав
- 560-й стрелковый полк
- 632-й стрелковый полк
- 728-й стрелковый полк
- 630-й артиллерийский полк
- 171-й отдельный истребительно-противотанковый дивизион
- 454-й отдельный зенитный артиллерийский дивизион
- 212-я разведывательная рота
- 190-й сапёрный батальон
- 454-я отдельная рота связи
- 262-й медико-санитарный батальон
- 515-я отдельная рота химзащиты
- 259-й автотранспортный батальон
- 431-й полевой автохлебозавод
- 157-я полевая почтовая станция
- 55-я полевая касса Госбанка[4]

## Командиры
- 16 июля 1940 — сентябрь 1941 — Гловацкий, Семён Михайлович (1889—1941), полковник[5].

## Подчинение
| На дату    | Фронт                | Армия      | Корпус                 |
| ---------- | -------------------- | ---------- | ---------------------- |
| 22.06.1941 | Северо-Кавказский ВО | -          | 64-й стрелковый корпус |
| 01.07.1941 | Северо-Кавказский ВО | -          | 64-й стрелковый корпус |
| 10.07.1941 | Юго-Западный фронт   | -          | 64-й стрелковый корпус |
| 01.08.1941 | Юго-Западный фронт   | -          | -                      |
| 01.09.1941 | Юго-Западный фронт   | 37-я армия | -                      |